# Sophie Divry

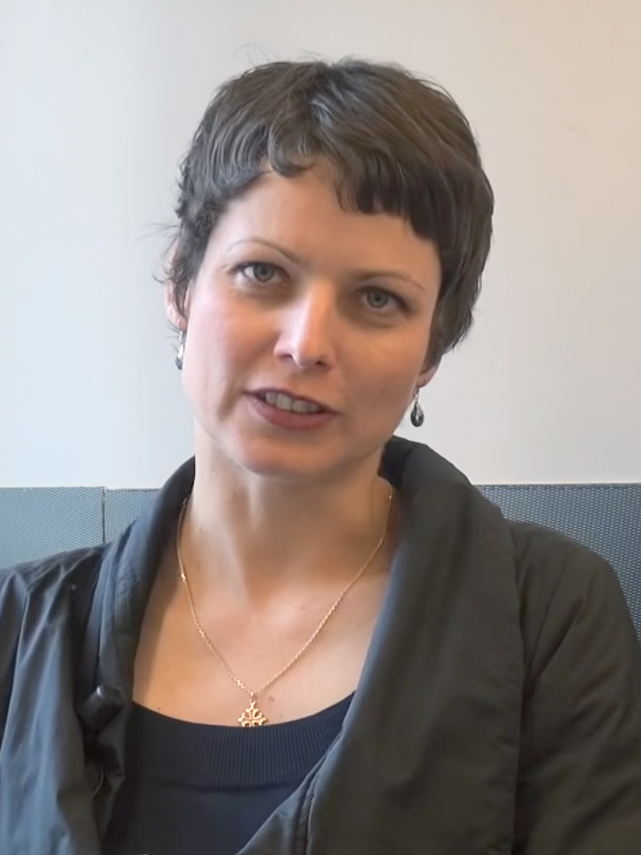
Sophie Divry

Sophie Divry (geboren 1979 in Montpellier) ist eine französische Schriftstellerin. Sie lebt in Lyon (Frankreich).

## Leben
Sophie Divry studierte an der Universität Lyon II (Sciences-Politiques) und Ecole de Journalisme de Lille (ESJ).
Divry arbeitete zwischen 2004 und 2010 für die Zeitschrift La Décroissance und seither für France Culture.
Ihr erster Roman erschien 2010, ihre Romane wurden auch in andere Sprachen übersetzt.
Ihr Roman Quand le diable sortit de la salle de bain stellte auch Anforderungen an die Typographie der Buchveröffentlichung.

## Werke
- La Cote 400. Paris : 10-18, 2010, ISBN 978-2-923682-13-6
- Journal d’un recommencement. Lausanne : Éditions Noir sur Blanc, 2013, ISBN 978-2-88250-306-0
- La Condition pavillonnaire. Paris : J'ai lu, 2014, ISBN 978-2-88250-347-3 Besondere Erwähnung beim Prix Wepler, 2014
- Quand le diable sortit de la salle de bain : roman improvisé, interruptif et pas sérieux. Paris : Éditions France loisirs, 2015, ISBN 978-2-88250-384-8 Prix Trop Virilo, 2015
  - Als der Teufel aus dem Badezimmer kam. Übersetzung Patricia Klobusiczky. Buchgestaltung Annika Preyhs. Ullstein, 2017, ISBN 978-3-550-08136-1
- Rouvrir le roman. Essay. Lausanne : Éditions Noir sur Blanc, 2017